# Стожари (короткометражний фільм)
«Стожари» (інша назва: «Країна рідна») — радянський драматичний короткометражний художній фільм 1939 року, знятий режисером Іваном Кавалерідзе на Київській кіностудії.

## Сюжет
Про патріотизм українських колгоспників. Тракторист Андрій Стожар вирішує поїхати на Далекий Схід замість вбитого на кордоні брата Максима.

## У ролях
- Віктор Аркасов — Андрій Стожар, тракторист
- Олександр Сердюк — Черненко, парторг
- Данило Антонович — Кіндрат Стожар, конюх колгоспу
- Поліна Самійленко — Одарка Стожар
- А. Жиготська — Катерина Черненко, доярка
- Дмитро Пономаренко — Петро Гончарук, продавець універмагу
- Ганна Борисоглібська  — делегатка
- І. Лучин — бригадир
- Дмитро Мілютенко — проводжаючий

## Знімальна група
- Режисер-постановник — Іван Кавалерідзе
- Сценарист — Вадим Охрименко
- Оператор-постановник — Юрій Вовченко
- Оператор — Олексій Герасимов
- Звукооператор — Андрій Демиденко
- Асистент звукооператора — Н. Міхаль
- Художник-постановник — Іунія Майєр
- Композитор — Пилип Козицький